# Île de la Visitation
L'île de la Visitation est une île de la rivière des Prairies, à Montréal, au Québec (Canada). Se trouvant dans les arrondissements Ahuntsic-Cartierville et Montréal-Nord, l'île fait partie de l'archipel d'Hochelaga. 

## Toponymie
L'île a probablement été nommée vers 1736. Elle apparaît sur des documents fonciers de 1768. Elle tient son nom de la Visitation de la Vierge Marie, célébrée par la Compagnie des prêtres de Saint-Sulpice. Les Sulpiciens, seigneurs de Montréal et curés d'origine de la paroisse du Sault-au-Récollet, nomment la paroisse et l'église voisine de l'île La Visitation-de-la-Bienheureuse-Vierge-Marie. Le toponyme s'étend à l'île jouxtant l'église. 
La Commission de toponymie du Québec relève la variante île Branchereau.
Le parc-nature de l'Île-de-la-Visitation est nommé d'après l'île qu'il englobe.

## Histoire
L'île, partie de la seigneurie de l'île de Montréal, est concédée en 1769.
Le lieu est témoin de la proto-industrialisation de Montréal. Un moulin est construit en 1726 et exploité jusqu'en 1960. Un pressoir est construit en 1806.
Un parc régional est instauré en 1984, mettant en valeur le cadre naturel, les ruines datant de la colonisation de Montréal et les installations hydroélectriques sur la rivière.

## Géographie
L'île de la Visitation est située sur le cours de la rivière des Prairies, entre l'île de Montréal et l'île Jésus. Longue de 1,3 km, elle est qualifiée de « petite » et « étroite ».
Elle est comprise dans le territoire de la ville de Montréal, dans les arrondissements Ahuntsic-Cartierville et Montréal-Nord.
Le pont Papineau-Leblanc la traverse à l'extrémité ouest. Le barrage Simon-Sicard relie les deux îles voisines, à l'ouest. À la pointe est, la centrale de la Rivière-des-Prairies produit de l'hydroélectricité en tirant parti des rapides du Sault au Récollet